# Mesochorus hollandicus
Mesochorus hollandicus là một loài tò vò trong họ Ichneumonidae.